# Мирянци
Мирянци (болг. Мирянци) — село в Болгарии. Находится в Пазарджикской области, входит в общину Пазарджик. Население составляет 620 человек.

## Политическая ситуация
В местном кметстве Мирянци, в состав которого входит Мирянци, должность кмета (старосты) исполняет Христо Стоянов Христов (коалиция в составе 3 партий: ВМРО — Болгарское национальное движение, Союз свободной демократии (ССД), Демократы за сильную Болгарию (ДСБ)) по результатам III тура выборов правления кметства 15 февраля 2008 года.
Кмет (мэр) общины Пазарджик — Тодор Димитров Попов (независимый) по результатам выборов 2007 года в правление общины.